# Ion Voicu
Ion Voicu (Bucarest, 8 octubre de 1923 - d. 24 febrer de 1997) va ser un violinista romanès d'ètnia gitana, antic alumne de George Enescu.
Ion Voicu va néixer el 8 d'octubre de 1923 a Bucarest, en una família de músics gitanos: el seu avi, Nicolae Voicu, havia estat violoncel·lista i el seu pare, Ștefan Voicu, tocava el violí i el contrabaix. No només Ion Voicu, sinó també els seus germans, van adoptar carreres artístiques, Marian i Mircea Voicu van triar el piano i Gheorghe Voicu, el contrabaix. Ion Voicu era el cosí principal del violinista i director de música popular Ionel Budișteanu.
Als 4-5 anys, com més endavant dirà, en Ion volia rebre un petit violí i, per Setmana Santa, fins i tot aconseguiria aquest regal. Emocionat, el petit no va sortir del violí tot el dia i al vespre ja havia tocat totes les cançons que coneixia. Impressionada pel seu talent, però sobretot veient les perspectives d'un bon músic, la mare de Ion Voicu va prendre com a alumna del Conservatori un professor de violí. Als sis anys, Ion Voicu va començar a estudiar el violí. Amb l'alumne del Conservatori, el petit Ion va estudiar uns quants anys, fins que el jove professor es va declarar aclaparat pel seu petit alumne i va recomanar als seus pares que el trobessin com a millor professor. Entre els que van iniciar Ion Voicu en l'estudi del violí hi havia Garabet Avakian i Vasile Filip, de manera que als 14 anys podia presentar-se a la prova d'accés a la "Reial Acadèmia de Música", on va ingressar directament al 5è any.
Admès a la Reial Acadèmia de Música de Bucarest, va aconseguir graduar-se en els cursos, que van durar set anys, en només tres anys, el 1940. El seu professor i mentor va ser Constantin Niculescu.

El seu primer treball va ser com a violinista a l'Orquestra Nacional de Ràdio, dirigida pel famós director holandès Willem Mengelberg. Mengelberg no es va mostrar satisfet al principi amb ell i va demanar a Ion Voicu que deixés el seu lloc a l'orquestra i desitgés: el violinista sabia molt bé la feina que repetien, estava avorrit i relliscava a la cadira. El llavors director de l'Orquestra de Ràdio era el famós Theodor Rogalski, que va percebre l'enorme potencial del jove Ion Voicu i el va donar suport, demanant a Mengelberg que acceptés sentir-lo cantar una cançó. Després que Voicu interpretés diverses partitures de Bach, Beethoven i Mendelssohn Bartholdy, Mengelberg va dir:
| « | Acum înțeleg, el nu e făcut să fie component al unei orchestre. Este făcut pentru o carieră solistică. | » |

La frase vol dir: "Ara ho entenc, no està fet per formar part d'una orquestra. Està fet per a una carrera en solitari".
Es va convertir en el solista d'aquest conjunt, sorprenent la crítica d'aquella època. En un dels seus concerts va cridar l'atenció de George Enescu, que li va oferir lliçons gratuïtes.
El 1946 Yehudi Menuhin va organitzar un concurs de música a Bucarest i Ion Voicu va guanyar el primer lloc. Des de 1954, Ion Voicu va estudiar al Conservatori Txaikovski amb violinistes famosos com George Enescu i David Oistrakh.
En els seus 50 anys de carrera, Ion Voicu ha ofert centenars de concerts arreu del món: a París, Nova York, Londres, Roma, Viena, Tòquio i Berlín. Els més de 100 LPs i CD amb enregistraments dels seus concerts li van portar fama a tot arreu. Des d'obres oblidades i recuperades fins al present, fins a obres noves, escrites especialment per a ell per compositors romanesos i estrangers, res no va faltar al repertori de Voicu. Va cantar amb Yehudi Menuhin, David Oistrakh, Leonid Kogan o Igor Oistrah.
Pel Decret núm. El 3 de 13 de gener de 1964, del Consell d'Estat de la República Popular Romanesa, el solista concertista Ion Voicu va rebre el títol d'Artista Popular de la República Popular Romanesa "per mèrits especials en l'activitat de teatre, música i arts visuals".
L'estat romanès va donar al mestre en ús un violí "Stradivarius", fabricat el 1702, que pertanyia a Joseph Joachim. El violí Stradivarius va ser comprat per l'estat romanès, el 29 d'agost de 1956, a la companyia Henry Werro, al preu de 80.000 francs suïssos. El 7 de setembre de 1956. el Ministeri de Cultura i el mestre Ion Voicu van concloure un contracte de préstec que tenia per objecte l'encàrrec del violí. El contracte de préstec va finalitzar el 1986, quan Ion Voicu va retornar l'instrument de la filharmònica "George Enescu". Més tard, el violí va passar a poder del Museu Nacional d'Art de Romania. El 5 de gener de 1990 Ion Voicu va agafar el violí Stradivarius, que va quedar en poder de la família després de la seva mort el 1997. El 9 de març de 2007, després de llargues discussions amb el Ministeri de Cultura i Cultes, Mădălin Voicu va lliurar el violí al ministre de Cultura, Adrian Iorgulescu.
Ion Voicu va ser el director de la filharmònica George Enescu de Bucarest durant deu anys. Va contribuir a la creació de l''"Orquestra de Cambra" el 1969, coneguda a tot Europa i present als festivals de música internacionals més importants. Actualment està dirigit pel seu fill, Madalin Voicu.

## Premis
Va ser guardonat amb l'Orde del 23 d'agost de tercera classe (1971) "per mèrits especials en la tasca de construcció del socialisme, amb motiu del 50è aniversari de la creació del Partit Comunista Romanès".